# La ragazza della palude (romanzo)
La ragazza della palude (Where the Crawdads Sing) è un romanzo giallo di formazione del 2018 della zoologa americana Delia Owens. Ad aprile 2023, il libro aveva venduto oltre 18 milioni di copie. Un adattamento cinematografico è uscito a luglio 2022.

## Trama

### Prima parte
Catherine Danielle Clark (soprannominata "Kya"), vive con i genitori e i quattro fratelli maggiori in una palude nella Carolina del Nord vicino alla cittadina di Barkley Cove. Nel 1952, quando Kya ha sei anni, la madre abbandona lei e la famiglia per i violenti abusi del marito. Mentre Kya aspetta invano il ritorno della genitrice, anche i fratelli Missy, Murph, Mandy e Jodie se ne vanno da casa per la stessa ragione della madre. Il padre brucia gran parte dei vestiti e dei dipinti della moglie dopo il suo abbandono.
Il padre smette temporaneamente di bere, insegna a Kya a pescare e le regala il suo zaino per contenere le sue collezioni di conchiglie e piume. Essendo analfabeta, la bambina si specializza nel disegnare la flora e la fauna che la circondano con gli acquerelli lasciati dalla madre. Un giorno, Kya trova una lettera di sua madre e la consegna al padre affinché la legga per lei, ma lui la brucia e riprende a darsi all'alcolismo, oltre che a partire per frequenti viaggi per giocare d'azzardo.
A un certo punto, il padre non torna più e Kya, presumendo che sia morto, rimane l'ultimo membro della famiglia nella palude. Vive in totale solitudine, sopravvivendo coltivando e barattando cozze fresche e pesce affumicato per soldi e benzina da Jumpin' e sua moglie Mabel, una coppia afroamericana che possiede una stazione di benzina al molo delle barche. I due diventano amici intimi di Kya, procurandole anche dei vestiti di seconda mano.
Crescendo, Kya viene colpita dai pregiudizi della bigotta gente di Barkley Cove, che la soprannomina "la ragazza della palude" e la guarda con ostilità per il suo stile di vita solitario in mezzo alla natura. Il primo e unico giorno in cui cerca di andare a scuola, viene messa in fuga dalla derisione dei compagni di classe e viene definita "cattiva" e "sporca" dalla moglie di un pastore. La ragazza stringe però amicizia con Tate Walker, un vecchio amico di Jodie che occasionalmente va a pescare nella palude. Nel corso degli anni, Tate insegna a Kya a leggere e scrivere e i due instaurano una relazione sentimentale finché Tate non deve partire per il college. Promette di tornare, ma poi si rende conto che Kya non potrà mai vivere nel suo mondo civilizzato per la sua personalità selvaggia e indipendente, quindi la lascia senza una parola di commiato o spiegazione.

### Seconda parte
Nel 1965, Kya ha diciannove anni. Chase Andrews, quarterback e playboy di punta di Barkley Cove, la invita a un picnic, durante il quale cerca di fare sesso con lei. In seguito si scusa e i due instaurano una relazione romantica. Lui le mostra una torre antincendio abbandonata e lei gli regala una collana di una conchiglia che ha trovato durante il loro picnic, infilata in una corda di cuoio grezzo. Nonostante i suoi sospetti, Kya crede alle promesse di matrimonio di Chase e consuma con lui un rapporto sessuale in una stanza di motel economico ad Asheville, nella Carolina del Nord. Dopo aver letto su un giornale che Chase si è fidanzato, Kya capisce che le sue promesse di matrimonio erano uno stratagemma, quindi pone fine alla loro relazione.
Tate, laureatosi al college, fa visita a Kya e cerca di scusarsi per averla lasciata e le confessa il suo amore, ma lei lo respinge ancora ferita dal suo tradimento. Nonostante questo, lei gli permette di entrare nella sua baracca e lui la esorta a pubblicare dei libri basandosi sulle sue conoscenze su conchiglie e uccelli marini. Lei lo fa, ottenendo dei soldi con cui ristrutturare la sua casa. Lo stesso anno Jodie, ora un membro dell'esercito, torna da Kya esprimendo rammarico per averla abbandonata; la informa anche che la loro madre era affetta da una malattia mentale ed è morta di leucemia due anni prima. Kya perdona la genitrice per averla lasciata, anche se non capisce perché non sia mai tornata. Jodie incita Kya a dare a Tate un'altra possibilità, poi parte per la Georgia lasciando alla sorella un biglietto con il suo numero di telefono e indirizzo.
Qualche tempo dopo, mentre si rilassa in una baia, Kya viene affrontata da Chase. Dopo una discussione, Chase attacca Kya, picchiandola e tentando di violentarla. Lei lo respinge e minaccia ad alta voce di ucciderlo se non la lascerà in pace; l'accaduto viene assistito da due pescatori lì vicino. Kya teme che denunciare l'aggressione sarebbe inutile, poiché la città la colpevolizzerebbe a priori per la sua condotta considerata "libertina". La settimana successiva vede Chase arrivare in barca alla sua baracca e si nasconde finché non se ne va. Ricordando gli abusi di suo padre, Kya teme ritorsioni da parte di Chase, sapendo che "questi uomini dovevano dare l'ultimo pugno".
A Kya viene offerta la possibilità di incontrare il suo editore a Greenville, nella Carolina del Nord, e prende l'autobus per dirigersi all'appuntamento. Dopo essere tornata a casa il giorno dopo, alcuni ragazzi trovano Chase morto sotto la torre antincendio. Lo sceriffo Ed Jackson ritiene che si tratti di omicidio in quanto non ci sono tracce o impronte digitali, comprese quelle di Chase, intorno alla torre. Jackson viene a sapere che la collana di conchiglie che Kya aveva dato a Chase non è stata trovata con il suo corpo, anche se la indossava la notte in cui è morto. Kya è stata vista lasciare Barkley Cove prima dell'omicidio, quindi tornare il giorno dopo la morte di Chase. Inoltre, sulla giacca di Chase ci sono fibre di lana rossa riconducibili a un cappello di Kya. Convinto che sia la colpevole, Jackson arresta Kya vicino al molo di Jumpin, la accusa di omicidio di primo grado e la incarcera senza cauzione per due mesi.
Al processo di Kya nel 1970, vengono fornite solo prove contraddittorie e circostanziali. L'avvocato di Kya, Tom Milton, smentisce le argomentazioni del pubblico ministero poiché non ci sono prove che Kya fosse alla torre antincendio la notte della morte di Chase; la giuria la dichiara non colpevole.
Kya torna a casa e si riconcilia con Tate. I due vivono insieme nella palude, finché Kya non muore serenamente nella sua barca a sessantaquattro anni. Successivamente, mentre cerca il testamento di Kya e altri documenti, Tate trova una scatola nascosta con alcuni dei suoi vecchi averi e poesie che la donna aveva scritto. In una poesia viene fatta fortemente allusione che Kya abbia effettivamente organizzato l'omicidio di Chase, così da non dover vivere nella paura che lui le facesse del male; nella scatola v'è inoltre la collana di conchiglie di Chase. Tate brucia le poesie e getta la conchiglia sulla spiaggia per occultare ogni possibile prova, mentre Kya viene sepolta nella sua proprietà vicino alla casa nella palude.

## Accoglienza
Il libro è stato selezionato per il club del libro di Reese Witherspoon nel settembre 2018 e per i migliori libri del 2018 di Barnes & Noble.
Entro dicembre 2019, il libro aveva venduto oltre 4,5 milioni di copie e ha venduto più copie stampate nel 2019 di qualsiasi altro titolo per adulti, di narrativa o saggistica. È arrivato in cima alla classifica dei best seller di narrativa del New York Times del 2019 e alla classifica dei best seller di narrativa del New York Times del 2020. Entro febbraio 2022, il libro aveva trascorso 150 settimane nella lista dei best seller. Entro aprile 2022, il libro aveva venduto 12 milioni di copie; entro il luglio 2022, 15 milioni di copie; ed entro aprile 2023, 18 milioni di copie, rendendolo uno dei libri più venduti di tutti i tempi.
Alcuni aspetti della vita di Kya, incluso il suo atteggiamento verso i personaggi neri, pare ricordino il periodo trascorso da Owens in Zambia, dove lei, il suo allora marito e il figlio di lui sono ancora ricercati per essere interrogati sull'omicidio di un bracconiere ripreso su pellicola in un rapporto del 1996 di ABC News. Owens non è una sospettata, ma è considerata un possibile testimone o complice.